# Йела Кършич
Йела Кършич (на сръбски: Јела Кршић) е югославска пианистка, професорка по пиано, преподавателка на многобройни семинари за преподаватели по пиано из цяла Югославия, първата председателка на Сдружението на музикалните педагози в Белград, директорка на музикалното училище „Мокраняц“, авторка на много публикации върху обучението по пиано.

## Биография
Родена е на 21 декември 1915 година в Скопие, тогава в Царство България, днес в Северна Македония. Учи в Белград и Солун. Завършва Държавната търговска академия в Белград в 1934 година и музикалното училище „Мокраняц“, което тогава е със статут на гимназия. От 1945 до 1959 година специализира клавирна педагогика в Музикалната академия в Белград.
Работи в музикалното училище „Мокраняц“ от 1940 година като преподавателка по пиано, секретарка и директорка в периода 1950 - 1952 година, както и в Музикалната гимназия (по-късно Музикалното училище „Йосип Славенски“) към Академията от 1952 до 1974 година, като професорка по пиано, камерна музика и методика на преподаване на пиано.
От 1960 до 1969 година преподава в Музикалната академия в Белград, днес Факултет за музикално изкуство на Белградския университет на изкуствата, със званието старши сътрудник по „Сравнително пиано“. Работи със студенти, голям брой от които днес са високо уважавани композитори, певци, диригенти и педагози.
Йела Кършич е съоснователка, много активна членка и първа председателка на Сдружението на музикалните педагози в Белград (1954 – 1964), дългогодишна членка на журито на състезания по пиано, музикални училищни фестивали и лектор в над 80 курса и семинари за преподаватели по пиано из цяла Югославия. Дълги години е помощник-инспектор по уроци по пиано в Образователно-педагогическия съвет в Белград. По предложение на Музикалната академия получава званието педагогически съветник в 1963 година.